# فرودگاه محله هوایی وستهایمر
فرودگاه وستهایمر ایر پارک (به انگلیسی: Westheimer Air Park) یک فرودگاه همگانی باربری است که یک باند فرود بتن دارد و طول باند آن ۷۶۲ متر است. این فرودگاه در شهر هیوستون کشور ایالات متحده آمریکا قرار دارد و در ارتفاع ۳۶ متری از سطح دریا واقع شده است.